# هینو وسکیلا
هینو وسکیلا (استونیایی: Heino Veskila; ۱۴ دسامبر ۱۹۱۸ – ۲۲ ژوئیهٔ ۱۹۴۱) بازیکن بسکتبال اهل استونی بود.
وی به‌همراه تیم ملی بسکتبال استونی در بازی‌های المپیک تابستانی ۱۹۳۶ شرکت کرده‌است.